# The Weather Girls
The Weather Girls ou simplesmente Weather Girls é um duo musical estadunidense formado em 1982, que atingiu o sucesso instantâneo com o single It's Raining Men, que vendeu mais de 6 milhões de cópias ao redor do mundo e no ano seguinte foi incluído no seu álbum Success.

## História
O grupo original era formado por Martha Wash e Izora Armstead. Seu primeiro sucesso foi o single "It's Raining Men", co-produzido por Paul Jabara. Embora, a maioria dos críticos de música considerem as Weather Girls uma espécie de one-hit wonder, elas também lançaram outros três singles ("Earth Can Be Just Like Heaven" e "Just Us" em 1980 e "I Got the Feeling" em 1981), sob o nome Two Tons O' Fun.
Nos Anos 90, Izora mudou-se para a Alemanha, onde realizou turnês pela Europa com sua filha, Dynelle Rhodes. Ambas lançaram "Disco Brothers" para disputar o Festival Eurovisão da Canção com a canção "Get Up". Contudo, o grupo só atingiu a 13ª posição.